# Károly Nagy (nadador)
Károly Nagy fue un deportista húngaro que compitió en natación. Ganó una medalla de bronce en el Campeonato Europeo de Natación de 1931 en la prueba de 100 m espalda.

## Palmarés internacional
| Campeonato Europeo | Campeonato Europeo | Campeonato Europeo | Campeonato Europeo |
| Año                | Lugar              | Medalla            | Prueba             |
| ------------------ | ------------------ | ------------------ | ------------------ |
| 1931               | París (Francia)    | Medalla de bronce  | 100 m espalda      |